# 周學普
周學普（1900年7月20日—1983年4月3日），號嵐海，台灣德國文學研究者、德語教師、翻譯家，原籍浙江嵊州市。通行的《野玫瑰》（歌德詩，舒伯特曲）漢語譯詞就是他的手筆。

## 生平
早年留學日本京都，學習德國語言文學（日本語稱獨逸語文）專業，京都帝國大學畢業。
1946年應留日同鄉許壽裳邀到台灣，任臺灣省編譯館名著編譯組編纂，1947年編譯館撤廢，轉任國立臺灣大學外國語言文學系教授，教德語26年，退休。

## 作品
譯作中《浮士德》、《少年維特的煩惱》、《愛力》等歌德名著多部及《歌德對話錄》。

### 編作
- 《最新德文讀本》，臺北藝華出版，民54年[1965]

### 譯作
- 《浮士德》歌德著，上海商務印書館，民24年[1935]
- 《哥德對話錄》愛克爾曼(Eckmann)著，上海商務印書館，1936年
- 《赫爾曼與陀羅特亞》哥德著，上海商務印書館，1937年2月[2]
- 《愛力》歌德著，周學普譯，臺北正中書局，1953年[3]
- 《貓橋》蘇德曼原著，周學普譯，臺北正中書局，1955年
- 《德國短篇小說集》歌德等著，高雄大業書局，1956年 [4]
- 《十七世紀臺灣英國貿易史料》岩生成一輯，臺灣銀行，1959年[5]
- 《臺灣六記》馬偕著，臺灣銀行，1960年[6]
- 《哥德對話錄》愛克爾曼(Eckmann)著，臺灣商務印書館，1961年
- 《赫爾曼與陀羅特亞》歌德著，臺北文星書局，1964年
- 《少年維特的煩惱》(附（舞師的女兒）（新美露茜娜）二篇)歌德著，臺北志文出版社，1975年12月[7]
- 《浮士德》歌德著，臺北志文出版社，1978年9月(重新校訂本)